# ۲۵ بانک استریت
۲۵ بانک استریت (انگلیسی: 25 Bank Street) یک آسمان‌خراش در شهر لندن، انگلستان است که مقر اروپایی بانک جی. پی. مورگان اند کو. می‌باشد.
این آسمان‌خراش که در ناحیه کنری وورف در منطقه تاور هملتس لندن قرار دارد در سال ۲۰۰۱ شروع به ساخت شده و در سال ۲۰۰۳ افتتاح شده است، این برج دارای ۳۳ طبقه و ۱۵۳ متر ارتفاع می‌باشد.